# Assedio di Carcassonne (1209)
L'assedio di Carcassonne, avvenuto nell'agosto 1209, fu un'operazione militare della crociata albigese. La caduta della città linguadociana segnò la fine della prima fase del conflitto, la cosiddetta crociata dei baroni.

## Antefatti
Per quasi mezzo secolo, il catarismo si era diffuso e sviluppato in Occitania, al tal punto da destare preoccupazione nelle autorità religiose cattoliche. Papa Innocenzo III aveva perciò inviato nel 1207 alcuni legati al conte Raimondo VI di Tolosa; tuttavia, avendo constatato il disinteresse di quest'ultimo verso la lotta all'eresia, lo scomunicarono prontamente. Pietro di Castelnau, uno dei legati, fu poi assassinato il 14 gennaio 1208 mentre si apprestava a ripartire per Roma, spingendo così il pontefice a proclamare una crociata per estirpare i catari.
Molti nobili francesi risposero alla chiamata e la spedizione partì nella primavera del 1209. Il 18 giugno Raimondo VI di Tolosa fece ammenda per le proprie azioni e, per proteggere i propri territori, si unì alla crociata; la spedizione cambiò allora obiettivo dirigendosi verso un'altra regione, quella delle viscontee di Béziers e Carcassonne, controllate dal visconte Raimondo Ruggero Trencavel.
Questi si ritirò rapidamente a Carcassonne confidando nella capaictà di Béziers di reggere a un attacco crociato: la città aveva solide mura, armi e provviste sufficienti per resistere a un assedio fino al termine della quarantena (il periodo di 40 giorni di servizio militare obbligatorio che i feudatari dovevano al loro signore). Il visconte sperava infatti che al termine di detto periodo le dimensioni dell'esercito crociato si sarebbero ridotte di molto. Tuttavia l'imprudenza di alcuni abitanti di Béziers, che per tentare una sortita improvvisata lasciarono aperta uno degli accessi, portò alla caduta della città in mano crociata il 22 luglio 1209 dopo appena un giorno di assedio. La città fu saccheggiata e data alle fiamme e la sua popolazione fu massacrata, gettando nella paura e nello sconforto l'intera Linguadoca. Diversi signori e città occitane preferirono allora rinunciare a ogni resistenza e unirsi alla crociata, che ripartì dalle rovine di Béziers alla volta di Carcassonne il 26 luglio.

## L'assedio

### L'arrivo dei crociati

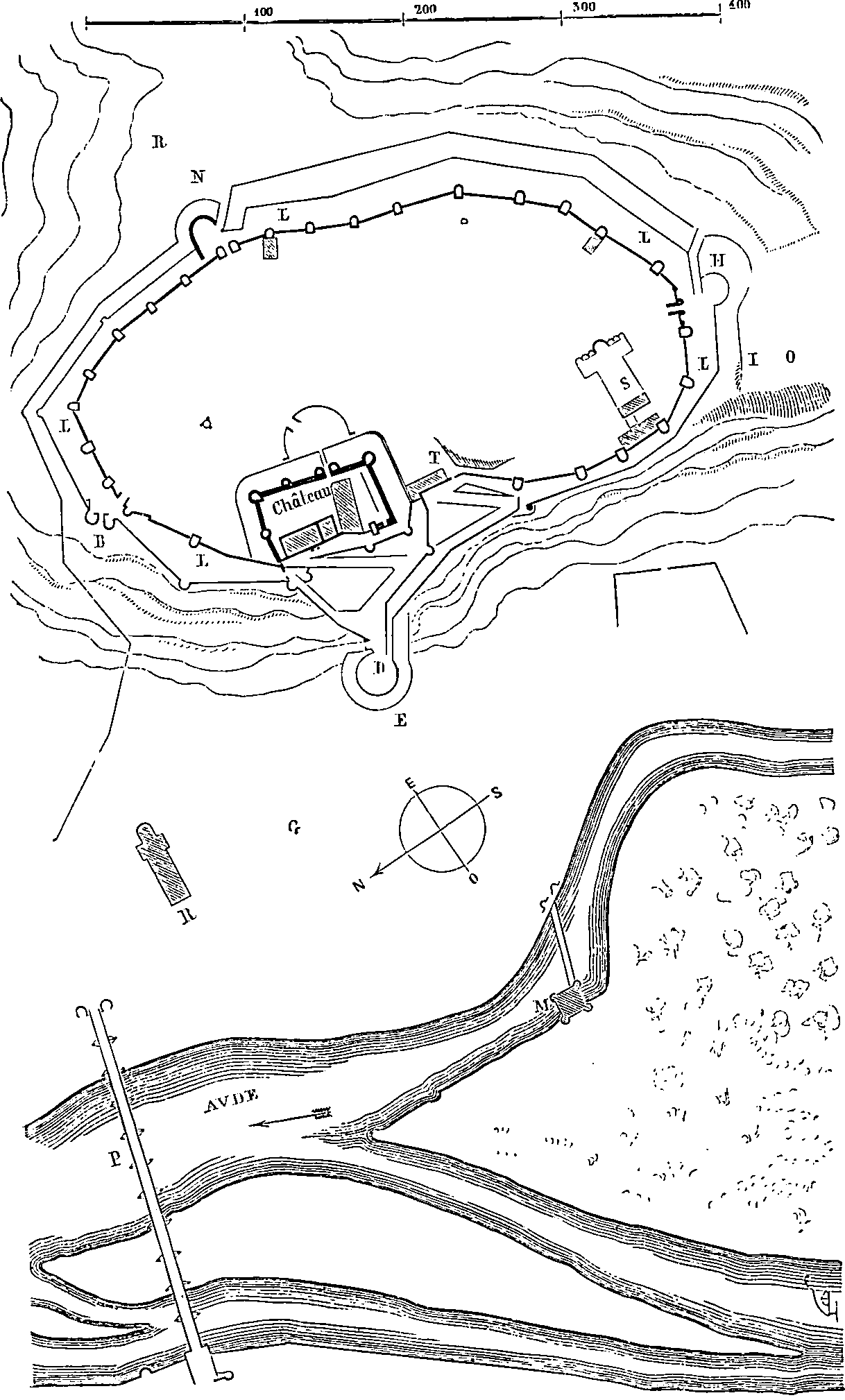
Planimetria di Carcassonne realizzata da Eugène Viollet-le-Duc. Nel XIX secolo i sobborghi di Bourg e Castellar, un tempo collocati al di fuori delle mura, non esistevano più

All'epoca Carcassonne ospitava normalmente tra i tre e i quattromila abitanti, tuttavia molti popolani in fuga dall'avanzata dei crociati si erano rifugiati dietro le sue alte mura, aumentando notevolmente il numero di persone all'interno della città. Questo, insieme alla canicola che investiva in quel momento la regione, provocò un netto peggioramento delle condizioni igieniche. I crociati giunsero sotto le mura di Carcassonne il 1º agosto e iniziarono ad accamparsi in modo disorganizzato. Raimondo Ruggero avrebbe voluto approfittare di questo disordine per tentare una sortita ma fu dissuaso da Pietro Ruggero di Cabaret, che temeva potesse ripetersi lo stesso errore commesso a Béziers. Al contrario lo incoraggiò a restare in allerta per eventuali manovre crociate, specialmente se mirate ai punti di rifornimento d'acqua della città. Il 2 agosto trascorse senza eventi di rilievo.
All'alba del 3 agosto i crociati attaccarono il sobborgo di Bourg, che si trovava al di fuori delle mura e che era stato per questo già fatto evacuare il giorno precedente perché non difendibile. Nel corso della giornata i crociati occuparono anche la riva sinistra dell'Aude, tagliando fuori la città dalle sue riserve idriche senza che Trencavel cercasse di fermarli.

### La mediazione di Pietro II
Il giorno seguente, giunse a Carcassone re Pietro II d'Aragona. In quanto conte di Barcellona, egli era infatti suzerano di Trencavel e, non vedendo di buon occhio l'intervento dell'esercito crociato in un territorio sul quale aveva in progetto di espandere la propria influenza, intervenne per ristabilire l'ordine il prima possibile e convincere i crociati a tornare al nord.
Arrivato all'accampamento crociato, si incontrò prima con Raimondo VI, suo cognato, e poi chiese al legato pontificio Arnaud Amaury il permesso in recarsi in città per negoziare con Trencavel. Il legato glielo concesse, sperando di risparmiarsi un lungo assedio se il re fosse riuscito a convincere il visconte della futilità della sua resistenza. Pietro II entrò a Carcassonne accompagnato da tre cavalieri. Trencavel gli elencò i danni causati dai crociati ai propri territori e chiese al re di fornirgli assistenza come ogni suzerano dovrebbe fornirne al proprio vassallo. Ma Pietro rispose evidenziando l'esiguità delle sue truppe e, volendo mantenere buoni rapporti con la Chiesa, gli rammentò che se avesse scacciato gli eretici come gli aveva ordinato il papa ora non sarebbe in questa situazione.
Al termine dell'incontro, Trencavel accordò a Pietro II il permesso di negoziare una resa alle migliori condizioni possibili. Rientrato all'accampamento, il sovrano aragonese dovette tuttavia scontrarsi con l'intransigenza di Arnaud Amaury, che pretendeva una resa incondizionata, tuttalpiù concedendo la libertà solo a Trencavel e altri undici cavalieri. Trencavel rifiutò l'offerta, giurando che avrebbe preferito lasciarsi morire insieme ai suoi uomini piuttosto che accettare una simile umiliazione. Non avendo ottenuto alcun risultato, il ripartì per l'Aragona il 6 agosto.

### La resa
Il 7 agosto i crociati attaccarono un altro sobborgo, Castellar. I soldati riempirono i fossati con fasci di rami e fecero irruzione nel sobborgo, accolti da una pioggia di pietre, dardi e frecce. Le ingenti perdite costrinsero gli attaccanti alla ritirata. I crociati portarono allora le macchine d'assedio e bombardarono Castellar, costringendo i difensori ad abbandonarlo e a ritirarsi verso Carcassonne. Tentarono in seguito di riprenderlo con l'aiuto di alcuni rinforzi ma senza risultato. Nei giorni seguenti, la mancanza d'acqua iniziò a farsi sentire in città; i pozzi erano ormai asciutti e i punti di approvvigionamento esterno inaccessibili perché saldamente nelle mani dei crociati.
Il 14 agosto un messaggero dei crociati alla testa di una delegazione di trenta cavalieri richiese udienza a Raimondo Ruggero. Mostrandogli che non aveva speranza di ricevere soccorso, lo invitò a venire a negoziare la resa della città. Trencavel si recò allora all'accampamento crociato per il negoziato ma, nonostante le garanzie dategli dal messaggero, fu preso in ostaggio. Né lui né i crociati avrebbero tratto alcun interesse che la città finisse invasa e saccheggiata come era successo a Béziers e Trencavel, per proteggere la popolazione ancora rinchiusa nelle mura, negoziò per essa le migliori condizioni possibili.
La resa della città fu negoziata per il giorno successivo. Il 15 agosto tutti gli abitanti di Carcassonne dovettero lasciare la città portando via solo quello che avevano indosso, abbandonando tutto il resto dei loro beni. L'evacuazione fu relativamente tranquilla e non si verificò nessun episodio di violenza; persino i cosiddetti perfetti (capi dei gruppi catari), che erano facilmente riconoscibili dalla loro incredibile magrezza, non furono importunati o catturati. Spodestato Trencavel, i crociati decisero di scegliere un nuovo visconte che avesse risorse sufficienti per portare avanti la lotta al catarismo; quando i capi militari della spedizione (Oddone III duca di Borgogna, Erveo IV di Donzy conte di Nevers e Gualtiero III di Châtillon conte di Saint-Pol) rifiutarono questo ruolo, l'incarico fu assegnato a Simone IV di Montfort.

## Conseguenze
Un volta preso possesso della città, Arnaud Amaury non rilasciò l'ostaggio e, nonostante questi avesse mantenuto la sua parte dell'accordo, lo rinchiuse in prigione. Molti cavalieri si lamentarono per il trattamento indegno riservato all'ex visconte, ma nessuno ebbe il coraggio di opporsi apertamente al legato. Trencavel morì in cattività il 10 novembre 1209. La viscontessa e suo figlio si rifugiarono nella contea di Foix; Raimondo II Trencavel cercherà per anni di riconquistare le terre di suo padre ma dovette definitivamente sottomettersi nel 1247. La popolazione di Carcassonne si disperse e trovò rifugio nella Montagne Noire, nel Lauragais, nel Rossiglione o a Tolosa.
La prima fase della crociata albigese ebbe così fine e i baroni iniziarono a tornare a casa al termine dei quaranta giorni di servizio militare. Simone di Montfort si trovò ora a dover conquistare la altre viscontee circostanti con un esercito molto ridotto e soggetto a continui fluttuazioni nel numero di soldati, molti dei quali non esitavano a lasciare il campo di battaglia non appena fosse terminata la quarantena a prescindere dalle circostanze della guerra in quel momento.